# Јанис Папапетру
Јанис Папапетру (грч. Ιωάννης Παπαπέτρου; Патра, 30. март 1994) бивши је грчки кошаркаш. Играо је на позицији крила.

## Каријера
Папапетру је кошарку почео да тренира у Илисијакосу. Као средњошколац је отишао у Сједињене Америчке Државе и тамо је играо кошарку на Флорида Ер академији у Мелбурну, Флорида. У сезони 2012/13. је играо у америчкој универзитетској лиги (енгл. NCAA) за Тексас лонгхорнсе.
Професионалну каријеру је почео 2013. године, када је потписао петогодишњи уговор са Олимпијакосом. Остао је у клубу из Пиреја до краја уговора и учествовао је у освајању две титуле првака Грчке. Добио је и награду за најбољег младог играча грчког првенства у сезони 2015/16. У јулу 2018. је одбио да потпише нови уговор са Олимпијакосом и прешао је у градског ривала Панатинаикос.  Провео је у екипи Панатинакоса наредне четири године и освојио је још три титуле првака Грчке, као и два Купа и један Суперкуп. Након одласка Ника Калатеса у лето 2020. године, Папапетру је постао и капитен Панатинакоса. Био је и најкориснији играч грчког првенства у сезони 2020/21.
У јулу 2022. године је потписао једногодишњи уговор са београдским Партизаном. Са Партизаном је у сезони 2022/23. освојио Јадранску лигу и изборио пласман у четвртфинале Евролиге. Након сезоне у Партизану, Папапетру се у јулу 2023. вратио у Панатинаикос.
За сениорску репрезентацију Грчке је дебитовао на квалификационом турниру за Олимпијске игре 2016. године. Носио је дрес националног тима на Европским првенствима 2017. и 2022. као и на Светском првенству 2019. године.

## Успеси

### Клупски
- Олимпијакос:
  - Првенство Грчке (2): 2014/15, 2015/16.
- Панатинаикос:
  - Евролига (1): 2023/24.
  - Првенство Грчке (4): 2018/19, 2019/20, 2020/21, 2023/24.
  - Куп Грчке (3): 2018/19, 2020/21, 2024/25.
  - Суперкуп Грчке (1): 2021.
- Партизан:
  - Јадранска лига (1): 2022/23.

### Појединачни
- Најкориснији играч Првенства Грчке (1): 2020/21.
- Најкориснији играч Купа Грчке (1): 2020/21.